# Liban na Zimowych Igrzyskach Olimpijskich Młodzieży 2012
Liban na Zimowych Igrzyskach Olimpijskich Młodzieży 2012, które odbywały się w Innsbrucku reprezentowało 2 zawodników.

## Skład reprezentacji Libanu

### Narciarstwo alpejskie
Chłopcy
| Zawodnik         | Konkurencja     | Wyniki  | Wyniki  | Wyniki  | Wyniki  |
| Zawodnik         | Konkurencja     | Runda 1 | Runda 2 | Razem   | Miejsce |
| ---------------- | --------------- | ------- | ------- | ------- | ------- |
| Alexandre Mohbat | Slalom          | 48.53   | 45.88   | 1:34.41 | 28.     |
| Alexandre Mohbat | Slalom gigant   | 1:04.26 | 1:00.21 | 2:04.47 | 30.     |
| Alexandre Mohbat | Supergigant     |         |         | 1:14.42 | 36.     |
| Alexandre Mohbat | Superkombinacja | 1:10.52 | 47.46   | 1:57.98 | 29.     |

Dziewczęta
| Zawodniczka    | Konkurencja     | Wyniki        | Wyniki        | Wyniki        | Wyniki        |
| Zawodniczka    | Konkurencja     | Runda 1       | Runda 2       | Razem         | Miejsce       |
| -------------- | --------------- | ------------- | ------------- | ------------- | ------------- |
| Celine Kairouz | Slalom          | Nie ukończyła | Nie ukończyła | Nie ukończyła | Nie ukończyła |
| Celine Kairouz | Slalom gigant   | 1:11.26       | 1:11.30       | 2:22.56       | 39.           |
| Celine Kairouz | Supergigant     |               |               | 1:25.79       | 31.           |
| Celine Kairouz | Superkombinacja | 1:21.08       | 48.66         | 2:09.74       | 29.           |